# Jayne Meadows

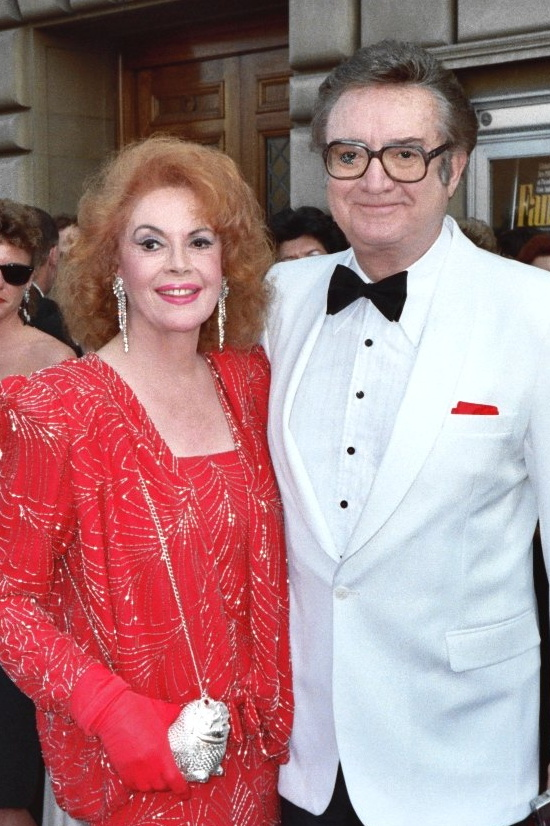
Jayne Meadows e Steve Allen (1987).

Jayne Meadows Cotter (Wuhan, China, 27 de setembro de 1919 - 26 de abril de 2015) foi uma atriz nascida na China e naturalizada nos Estados Unidos. Atuou em diversos gêneros, como drama e comédia, nas décadas de 1940 a 1990.